# Kościół Ducha Świętego w Siemianowicach Śląskich
Kościół Ducha Świętego w Siemianowicach Śląskich-Bytkowie – rzymskokatolicki kościół parafialny parafii Ducha Świętego w Siemianowicach Śląskich. 
Świątynia położona jest przy ulicy Węglowej w dzielnicy Bytków. Prace przy budowie rozpoczęto 14 marca 1977 roku, a konsekracji dokonano 25 grudnia 1980 roku. W późniejszych latach w kościele zamontowano m.in. witraże, organy i stacje Drogi Krzyżowej.

## Historia

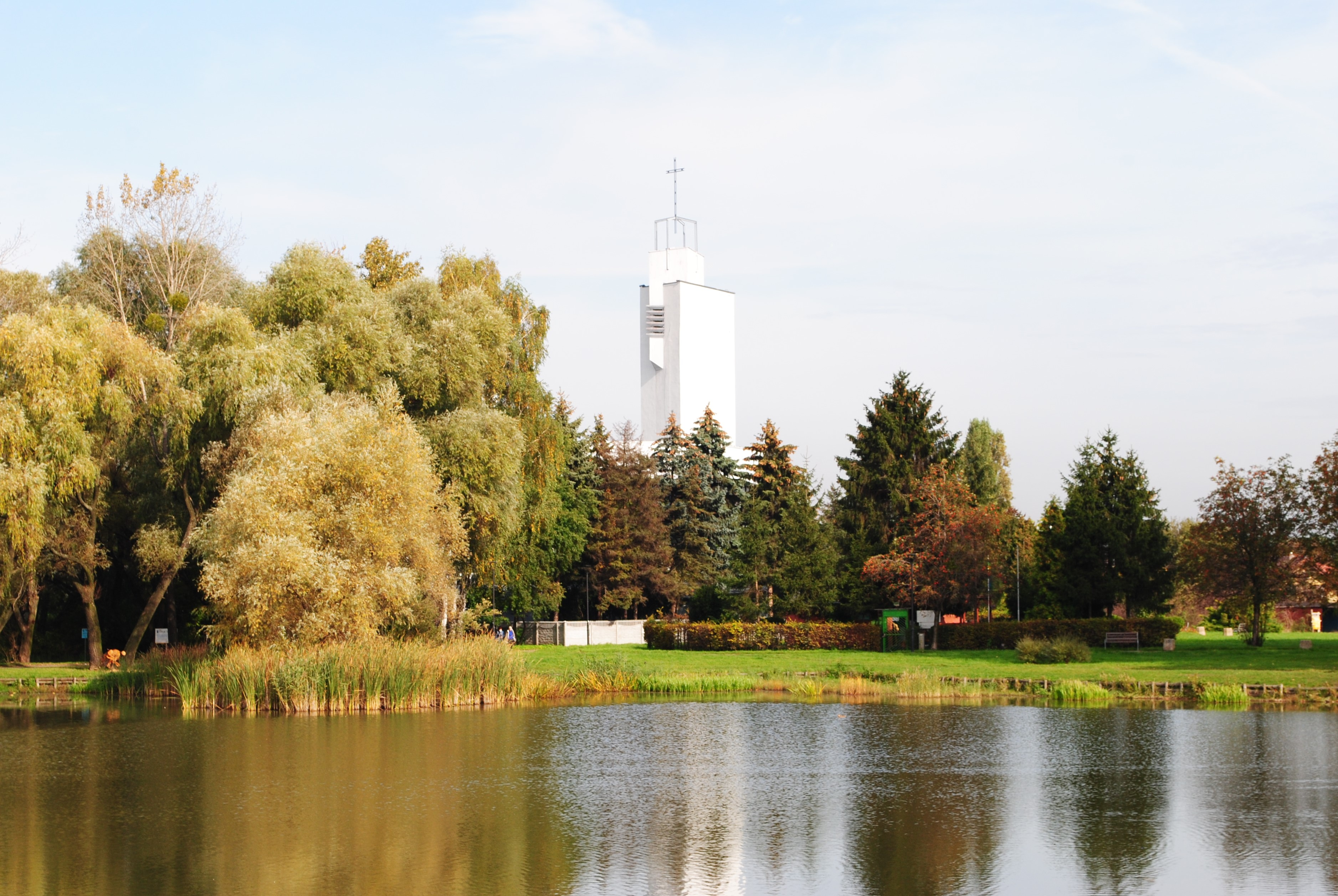
Wieża kościoła Ducha Świętego widziana ze Stawów Brysiowych

Początki powstania kościoła w Bytkowie wiążą się z działalnością proboszcza michałkowickiej parafii – ks. Stanisław Sierla w 1973 roku rozpoczął działania o zgodę na budowę kościoła. Zgodę na budowę kościoła dla Bytkowa i osiedla Tuwim wydano 17 września 1975 roku. W dniu 29 września tego samego roku został złożony wniosek o decyzję lokalizacji budowy kościoła, a 19 listopada tego samego roku zostało złożone pismo z powiadomieniem prezydenta Siemianowic Śląskich o przyjęciu lokalizacji świątyni.
Prace projektowe nad świątynią rozpoczęto w listopadzie 1975 roku. W późniejszym czasie podwójnie został odrzucony plan zagospodarowania działku pod przyszłą świątynię przez Urząd Miejski. Plan ten został zatwierdzony 6 stycznia 1977 roku. Prace budowlane rozpoczęły się 14 marca 1977 roku. W pierwszych miesiącach trwały prace ziemne, a 10 lipca tego samego roku plac budowy został poświęcony. Oficjalne pozwolenie na budowę kościoła zostało wydane 11 lipca 1977 roku. W 1978 roku ks. Konrad Zubel został mianowany do dalszej budowy kościoła przez ks. bp Herberta Bednorza.
3 lipca 1978 roku została poświęcona tymczasowa kaplica, w której odprawiono pierwszą uroczystą mszę świętą. Dnia 18 listopada tego samego roku zakończono prace we wnętrzach budynków parafialnych, a 17 grudnia odbyła się uroczysta msza święta połączona z poświęceniem i wmurowaniem kamienia węgielnego pod kościół. Uroczystość tę odprawiał ks. bp Herbert Bednorz. 25 grudnia 1980 roku odbyło się poświęcenie kościoła Ducha Świętego.
W marcu 1981 roku do kościoła parafialnego sprowadzono trzy dzwony, które poświęcono 21 maja tego samego roku. W listopadzie 1992 roku zostały zlecone prace projektowe przebudowy wieży kościelnej. Prace modernizacyjne trwały od kwietnia 1993 roku do października 1995 roku. Miesiąc później zlecono wykonanie Drogi Krzyżowej, a w 1996 roku organów piszczałkowych. Prace nad budową obydwu elementów trwały do 2000 roku. Do 2003 roku trały prace przy zamknięciu stropu kościoła, a do 2006 roku przy montażu witraży. Na wiosnę 2012 roku rozpoczęto prace przy remoncie wieży kościoła wraz z odnowieniem zewnętrznej elewacji świątyni. W październiku 2013 roku zakończono prace remontowe wewnątrz świątyni.

## Architektura i wyposażenie
Bytkowski kościół został zaprojektowany przez zespół architektów w składzie: inż. arch. Krystian Laske, inż. konst. Stefan Walendowski i inż. bud. Teodor Okoń. W kościele znajdują się trzy dzwony o nazwach: św. Jan Nepomucen, Matka Boska Częstochowska i św. Stanisław Kostka. Droga Krzyżowa w kościele została wykonana przez rzeźbiarza Mirosława Kicińskiego z Bytkowa. Organy piszczałkowe zostały wykonane według projektu inż. Krystiana Laske. Witraże zostały zaprojektowane przez artystkę Anitę Benish-Judę, a ich wykonawcą była firma chorzowska firma Glasini.

## Galeria

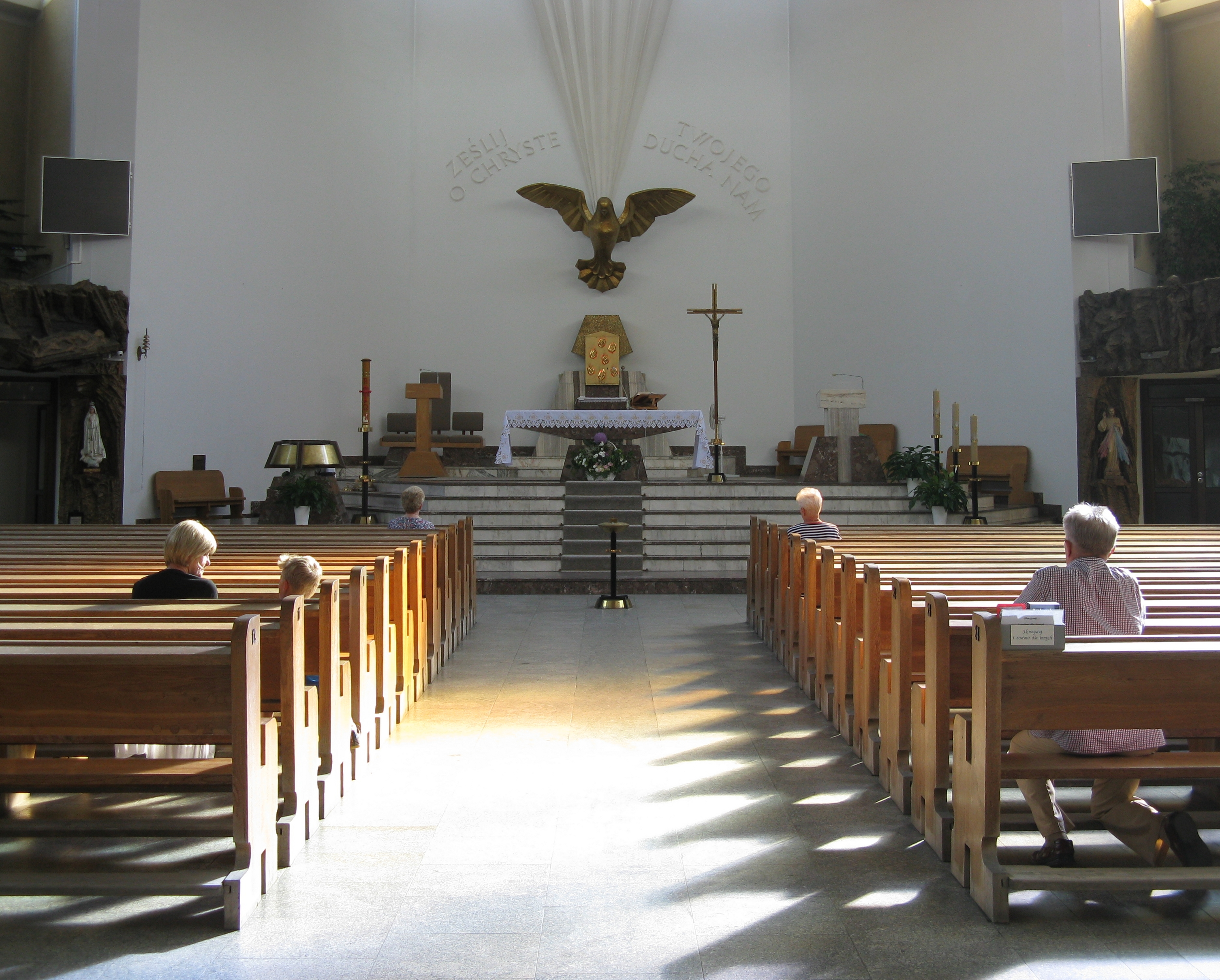
Wnętrze kościoła
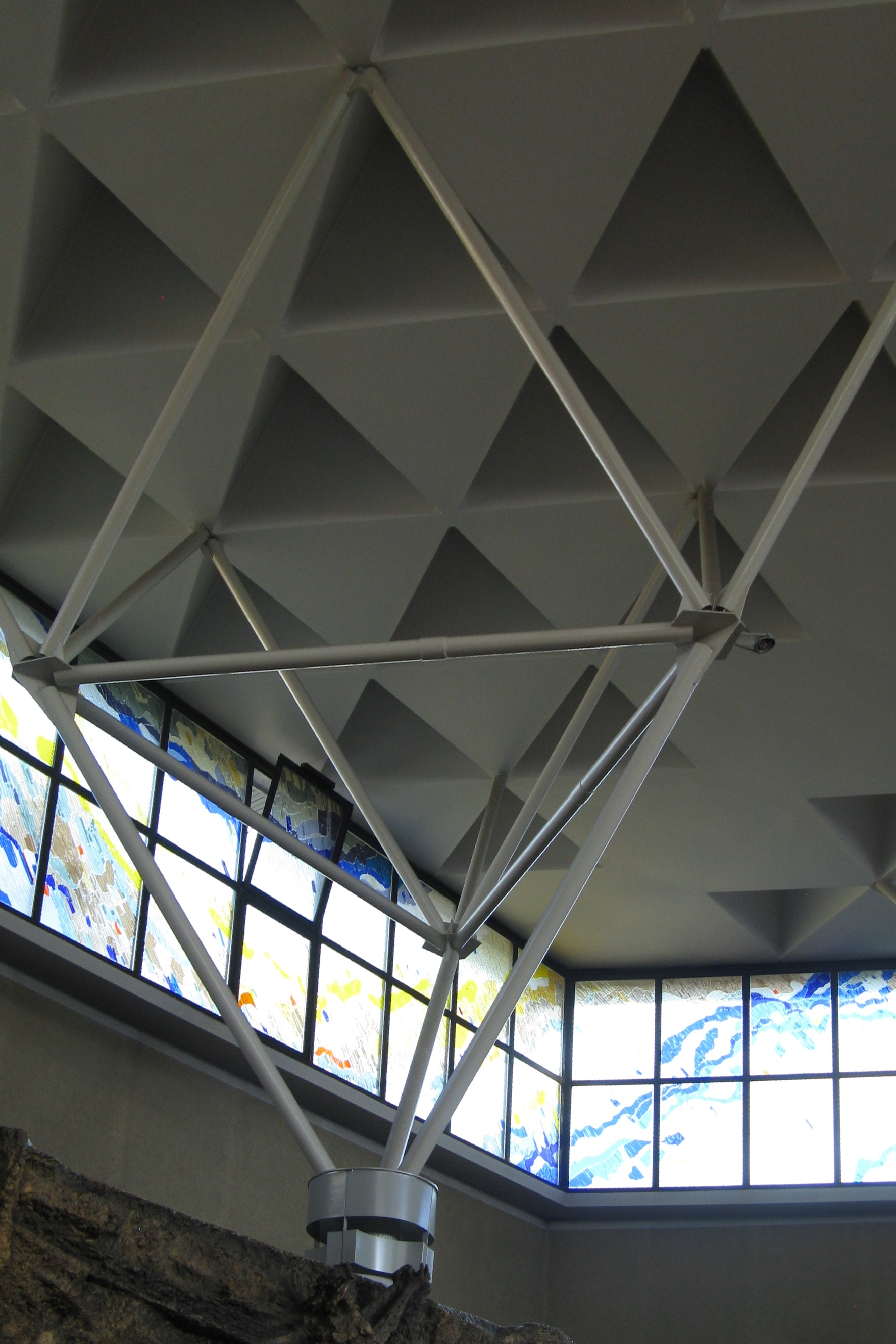
Kratownica podtrzymująca strop kościoła
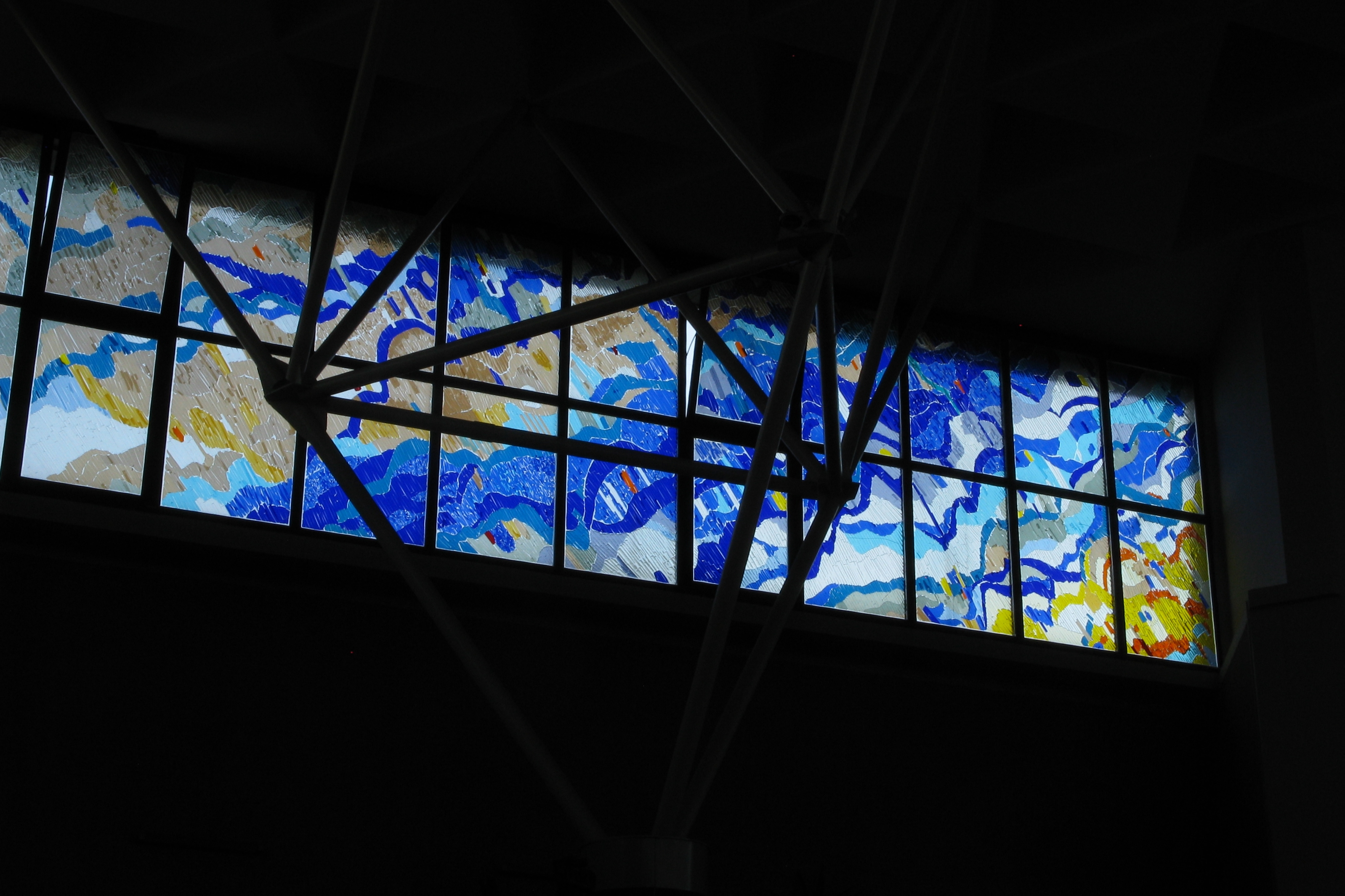
Witraże w oknach kościoła